# Kanton Sainte-Alvère
Kanton Sainte-Alvère (francouzsky Canton de Sainte-Alvère) je francouzský kanton v departementu Dordogne v regionu Akvitánie. Tvoří ho sedm obcí.

## Obce kantonu
- Limeuil
- Paunat
- Pezuls
- Sainte-Alvère
- Sainte-Foy-de-Longas
- Saint-Laurent-des-Bâtons
- Trémolat